# Хайнрих II (Лотарингия)
Вижте пояснителната страница за други личности с името Хайнрих II.
Анри II Добрия или Хайнрих II (на френски: Henri II de Lorraine le Bon; * 8 ноември 1563, Нанси; † 31 юли 1624, Нанси) е маркграф на Понт-а-Мусон, херцог на Лотарингия и Бар (1608 – 1624).

## Живот
Той е най-възрастният син на херцог Карл III Лотарингски и съпругата му принцеса Клод Валоа, дъщеря на френския крал Анри II и Катерина де Медичи.
На 30 януари 1599 г. Анри се жени за Катерина Бурбонска (* 7 февруари 1559, † 13 февруари 1604), сестра на Анри IV, крал на Франция. Бракът е нещастен и бездетен. Тя умира през 1604 г. Две години по-късно, на 24 април 1606 г., той се жени за Маргарита Гонзага (* 2 октомври 1591, † 7 февруари 1632), дъщеря на Винченцо I Гонзага херцог на Мантуа и на Елеонора де Медичи, и така племенница на френската кралица Мария де Медичи.
Анри и Маргарита Гонзага имат две дъщери, но нямат мъжки наследник. След смъртта му е наследен от брат му Франц II (Лотарингия).
- Катерина Бурбонска,
 първа съпруга
- Маргарита Гонзага,
 втора съпруга

## Деца
- Никол (* 1608; † 1657), ∞ 1621 (разведена 1635) Карл от Водемон (* 1604; † 1675), по-късният херцог Карл IV от Лотарингия
- Клавдия (* 1612; † 1648), ∞ 1634 по-късният херцог Николаус II Франц от Лотарингия (* 1609; † 1670), брат на Карл IV.

- Никол Лотарингска
- Клавдия Лотарингска